# Vicentinópolis
Vicentinópolis is een gemeente in de Braziliaanse deelstaat Goiás. De gemeente telt 6.093 inwoners (schatting 2009).